# 海の沈黙

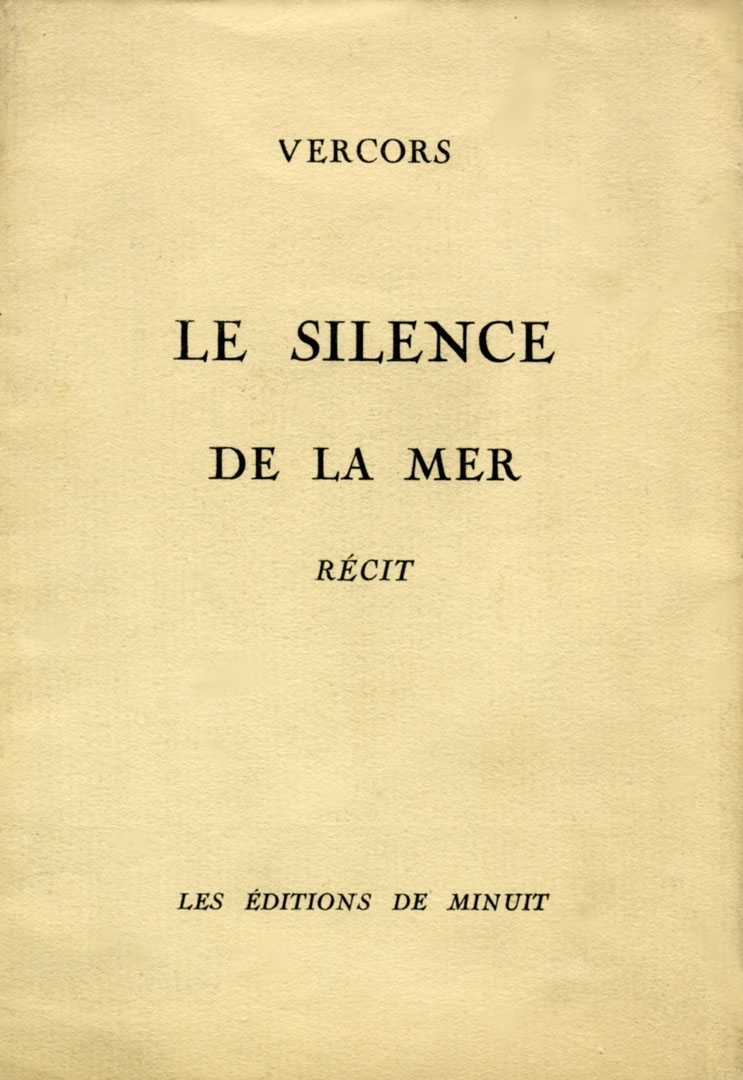
「海の沈黙」の初版の表紙

『海の沈黙』（うみのちんもく、仏: Le Silence de la mer、フランス語発音: [lə silɑ̃s də la mɛʁ]）は、ジャン・ブリュレが1941年の夏に執筆し、1942年初頭に 「ヴェルコール」というペンネームで出版したフランスの小説である。ドイツ占領下のパリで秘密裏に出版されたこの本は、ドイツ占領軍に対する精神的抵抗の象徴となった。

## あらすじ
この本の中でヴェルコールは、ある老人とその姪が、家を占領している将校と話さないことで、ドイツの占領軍に対する抵抗を示したことを語っている。ドイツ軍の将校は元作曲家で、当時のナチスのプロパガンダに惑わされて、フランスとドイツの兄弟愛を夢見ていた。しかし、ドイツ軍の真の目的が建設ではなく破壊と搾取であることを知り、彼は幻滅する。そして、彼はフランスを離れて東部戦線で戦うことを選択し、「地獄へ行く」と隠語で宣言する。

## 翻訳
小説は河野与一と加藤周一によって、岩波書店から日本語訳された。